# Алесо Балдовинети
Алесо Балдовинети (на италиански: Alesso Baldovinetti; 14 октомври 1425 г. – 29 август 1499 г.) е флорентински художник, мозаист и витражист от епохата на Ренесанса. Представител на Флорентинската живописна школа.

## Биография
Балдовинети е роден във Флоренция в семейството на богат търговец. През 1448 г. става член на гилдията на Свети Лука и е записан като „Алесо Балдовинети, художник“.
През 1462 г. Алесо Балдовинети създава голямата фреска „Благовещение“ в църквата „Сантисима Анунциата“ във Флоренция. През 1466 г. рисува сцените „Четирима евангелисти и четирима отци на църквата“ и „Благовещение“, които украсяват Португалската капела в базиликата „Сан Миниато ал Монте“.
През 1471 г. Бонджани Джанфиляци възлага на Балдовинети голяма поръчка за църквата „Санта Тринита“. Първоначално художникът рисува за олтара „Мадоната с младенеца и шестима светци“, завършена през 1472 г. Впоследствие изпълнява серия фрески със сцени от Стария завет, които, согласно договореностите, Балдовинети е длъжен да завърши в течение на пет години, но успява да ги завърши чак след шестнадесет години. През 1497 г. готовите фрески, в които били изобразени много видни граждани на Флоренция, са оценени на хиляда златни флорина от комисия, състояща се от Козимо Росели, Беноцо Гоцоли, Перуджино и Филипино Липи; те са запазени и до днес с изключение на няколко повредени фрагменти.
Междувременно, Алесо Балдовинети е зает с други технически изследвания и проекти, несвързани с живописта. Съвременниците му го считат за единствения, способен отново да осмисли и възроди отдавна забравеното мозаично изкуство. През 1481 – 1483 г. Балдовинети работи по възстановяването на мозайките над вратите на църквата „Сан Миниато ал Монте“, а също така по някои мозайки по фасадите и вътрешността на баптистерия „Сан Джовани Батиста“ и катедралата „Санта Мария дел Фиоре“.
Балдовинети умира в болницата „Сан Паоло“ на 29 август 1499 г. и е погребан в базиликата „Сан Лоренцо“.
Учителят на Алесо Балдовинети е неизвестен. Стилът му напомня за работите на Доменико Венециано и Фра Анджелико. Един от неговите ученици е знаменитият художник Доменико Гирландайо (1449 – 1494). В мемоарите си писани през ХVІ век неговият син Франческо Балдовинети, потвърждава това като отбелязва за своя баща „Гирландайо, който става велик художник, е бил негов ученик“. Чиракуването при Балдовинети изиграва важна роля за формиране на стила и художествения почерк на Гирландайо, които той ще доразвие впоследствие.